# 口訣 (朝鮮語)
口訣（：／ Gugyeol），是用於表示加注於漢文的朝鮮語助詞的朝鲜语文字。口訣用於記錄注於漢文中各短語間的朝鮮語助詞，以便於文章的閱讀與解釋。口訣與鄉札互相影響，一同發展起來。 
吏讀也是用漢字表示朝鮮語的表記法，與口訣的不同在於吏讀是以朝鮮語自身的語序表記朝鮮語，而口訣夾寫於漢文中間，僅是以朝鮮語的方式閱讀漢文的輔助手段。借助口訣閱讀漢文的方法類似於日本的漢文訓讀。口訣可以是漢字或漢字的一部分，類似於日本的片假名。由於存在與片假名同音同形的字，兩者的關係吸引了研究者的注意。

## 種類
口訣大體分為「釋讀口訣」與「順讀口訣」（亦稱音讀口訣）。前者將漢文按朝鮮語語序作調整後閱讀，後者在漢文的短語之間插入詞尾和助詞等直接讀解。現存的釋讀口訣資料主要出現在高麗至朝鮮時代初期，而順讀口訣一直使用到更晚的時期。
釋讀口訣有使用與的兩種情況。為漢字的簡寫體或省略某些筆劃後的剩餘部份，為點等符號。點吐資料近年發現，現在研究正在積極進行。順讀口訣則主要使用字吐，而一部分的資料中直接使用完整的漢字。

## 電腦顯示
Unicode中含有口訣中的一些特殊的簡字／符號，因此大體可以使用。但會有與正規漢字區別的問題。漢陽PUA碼將口訣字單列，故相當程度可以解決此問題。

## 口訣字表
以下按字母順序列舉部分口訣文字／符號，但並未包羅全部。口訣有時代與流派的差異，故僅作為參考資料。